# Palác vévodů z Braganzy
Palác vévodů z Braganzy (portugalsky Paço dos Duques de Bragança) je středověký palácový komplex, bývalá rezidence prvních vévodů z Braganzy, která se nachází v historickém centru města Guimarães (Oliveira do Castelo) v severozápadní části Portugalska. Je vybudovaný na přibližně obdélníkovém půdorysu kolem centrálního nádvoří, jeho součástí je i kaple.  
Budování komplexu zahájil mezi roky 1420 a 1422 Afonso, hrabě z Barcelos, nemanželský syn Jana I. Portugalského a budoucí vévoda z Braganzy, po svém sňatku s druhou manželkou. Jeho potomci zde sídlili až do doby, kdy se vévodové z Braganzy přestěhovali do Vila Viçosa a palác opustili. V 16. století začala stavba chátrat, což se ještě zhoršilo v průběhu 19. století, kdy místní obyvatelé stále více využívali komplex jako zdroj stavebního materiálu. Při tom byly rozebrány hradby a část budov se změnila na ruiny, zatímco do obyvatelné části se nastěhovala kasárna. Během režimu Estado Novo ve třicátých až padesátých letech 20. století byla provedena kontroverzní obnova paláce do majestátní podoby, jaká možná v minulosti neexistovala. Palác byl v roce 1910 klasifikován jako národní památka a byl oficiálním sídlem prezidenta republiky. Nyní slouží především jako muzeum.

## Dějiny

### Sídlo vévodů

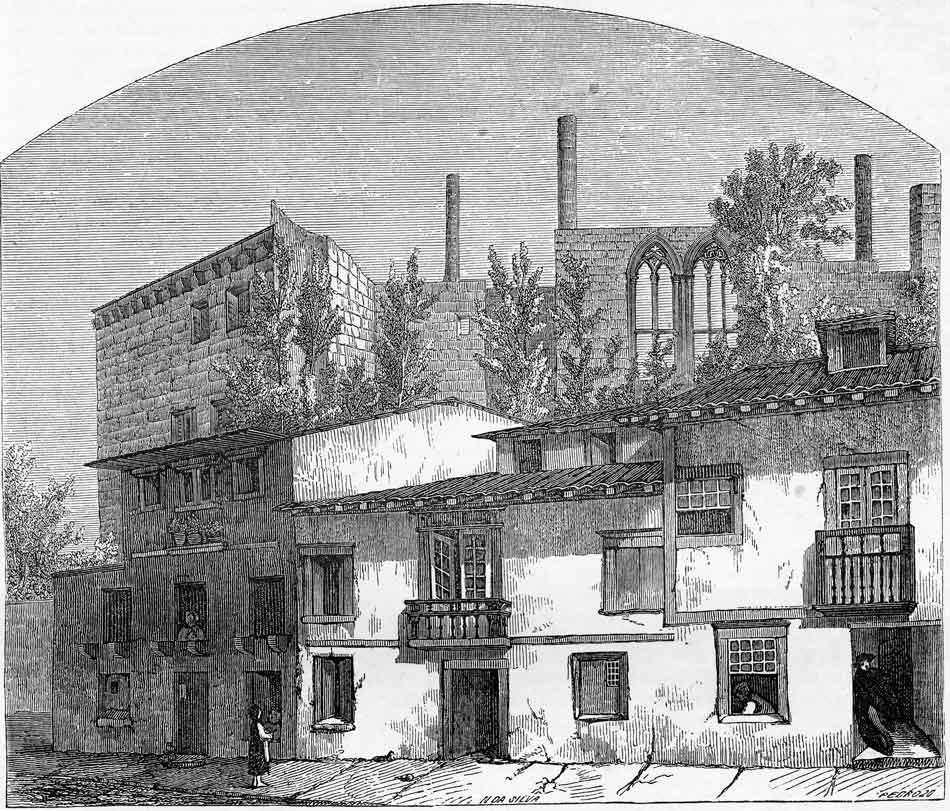
Rytina zobrazující ruiny paláce

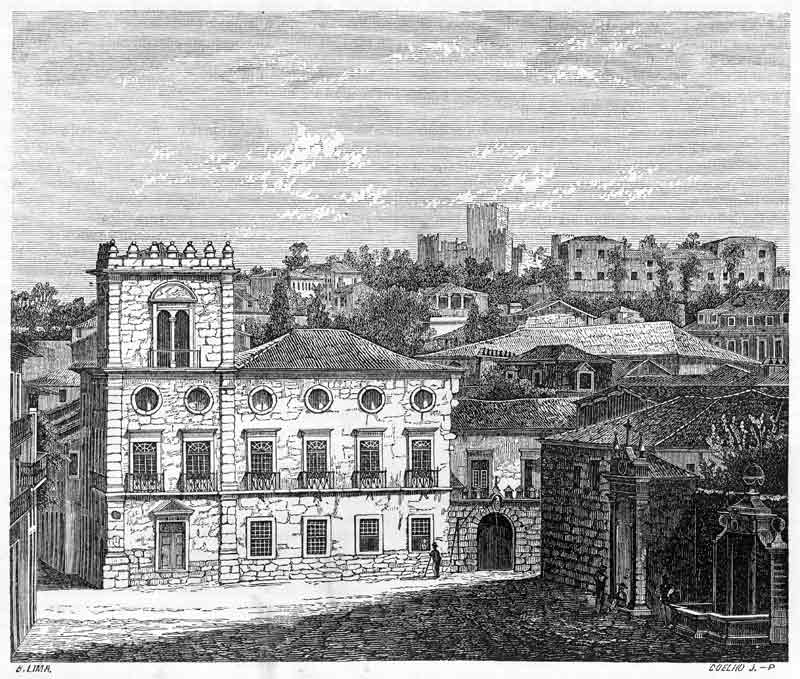
Terreiro da Misericórdia se zříceninou paláce v pozadí vpravo

Rezidenci nařídil postavit v první čtvrtině 15. století (pravděpodobně v letech 1420 až 1422) Afonso hrabě z Barcelos, nemanželský syn krále Jana I. a budoucí vévoda z Braganzy, po svém návratu do Portugalska po řadě diplomatických misí u dvorů Francie, Benátek, Aragonie a Kastilie. Výstavba paláce souvisela s jeho druhým manželstvím, když se manželský pár usadil ve městě. Projekt byl zřejmě zadán francouzskému architektovi Antomovi. Nebyl dokončen ještě v roce 1442, kdy do Guimarãesu dorazil regent Petr, usídlil se v nehotovém paláci a v té době udělil svému nevlastnímu bratrovi titul prvního vévody z Braganzy. Práce pokračovaly do roku 1461, kdy Afonso zemřel: majetek a tituly přešly na jeho bratra Fernanda, ačkoli vdova Constança de Noronha nadále žila v rezidenci a dostávala nájemné za zemědělské pozemky v Guimarãesu.
V roce 1464 králem Alfonsem V. udělil titul hraběte z Guimarãesu Ferdinandovi II., synovi vévody z Braganzy. O tři roky později, 1. dubna 1478, zemřel 2. vévoda z Branganzy a o dva roky později i vdova po 1. vévodovi z Braganzy: tituly a rozsáhlé pozemkové vlastnictví přešly na Ferdinanda II. V průběhu 16. století došlo k monumentální dostavbě, která zvýšila hlavní budovu nad hlavní bránou. To byla doba druhého vévody z Braganzy Ferdinanda, který prosazoval symetrické uspořádání. Funkční uspořádání paláce, jak vzešlo z těchto přestaveb, zahrnovalo přízemí s místnostmi pro služebnictvo a zázemím a první patro, které sloužilo šlechtě, bylo uspořádané kolem kaple a rozdělené na prostory pro vévodu a vévodkyni. Ale přesun vévodů do Vila Viçosa v 16. století znamenal, že rezidence zůstala na dlouhou dobu nepoužívaná. Většina dobových záznamů zmiňuje, že palác byl v době, kdy byl opuštěn, nedostavěný: Kněz Torcato Peixoto de Azevedo ve svých Památkách (1692) uvedl, že rezidence nebyla ve skutečnosti nikdy dokončena; to dosvědčuje i P. António de Carvalho da Costa (1706), který totéž zmínil ve svém díle Corografia Portuguesa; a P. Manuel da Mialhada také zmínil nedokončený palác vévodů. Dokument z 29. prosince 1761, přepsaný v roce 1900 Albanem Bellinem, obsahoval plán a výšku paláce, ale neuváděl centrální nádvoří.
V době Ferdinanda II. z Braganzy se tehdejší král Jan II. snažil omezit moc šlechty. Ferdinand (podporovaný královým bratrancem, princem Diogem, vévodou z Viseu) protestoval a konspiroval s Isabellou I. Kastilskou, což mělo za následek jeho obvinění z velezrady, když byla jeho korespondence zachycena královými špiony. Na příkaz krále byly vévodovy nemovitosti a majetek zkonfiskovány a na jeho rezidenci v Guimarãesu se pohlíželo jako na majetek koruny. Vévoda Ferdinand byl odsouzen a popraven 20. června 1483 v Évoře. O palác se pak staral tesař João Domingos a později jeho zeť Afonso Anes, které rekonstrukcí nemovitosti pověřil Jan II.
V roce 1496 byly vlastnosti rodu Braganza vráceny nejstaršímu synovi Fernanda II. Jakubovi, tři roky po jeho návratu z exilu ve Španělsku. Přesto se Jakub rozhodl zůstat ve Vila Viçosa, a proto byla rezidence v Guimarãesu uzavřena.
Vévodství Guimarães bylo dáno jako věno Isabele, sestře 5. vévody Teodósia I., při jejím sňatku s jejím bratrancem Eduardem (21. srpna 1536), což  znamenalo předání paláce vedlejší větvi rodu Avizů.

### Chátrání
O století později začal prostor pomalu chátrat, což začalo celkem nevinně. Dne 20. října 1611 si klarisky vyprosily kámen z okolí paláce, aby mohly opravit svůj klášter. Podobný požadavek vznesl v roce 1666 Řád menších bratří kapucínů, když krále Alfonse VI. (10. vévodu z Braganzy) požádal, aby mohl využít kámen z vnitřních hradeb paláce ke stavbě kláštera Piedade. Pak zasáhla městská komora a provedla kontrolu a vyhodnocení stavu paláce, aby informovala krále o nutnosti zabezpečit stavbu. Místní vláda zamýšlela podpořit mnichy a poskytnout jim kámen z barbakanu na hradě Guimarães výměnou za stavební kámen z paláce. Jak se stav budov stále zhoršoval, obecní komora požádala o vyšetření, kdo ukradl kámen z blízkosti brány Santa Cruz. Dne 26. listopadu 1672 byl zednický mistr Pedro Vaz de Sampaio požádán, aby bránu postavil znovu, protože byla již zničená. V následujících staletích došlo k další degradaci, kdy se stále více kamene odebíralo na stavby ve městě. V roce 1807  byla obyvatelná část paláce pronajata jako kasárna pro 20. pěší pluk.
Dne 8. ledna 1819 bylo dokončeno několik oprav. 30. prosince 1880 byl význam historické budovy vyzdvižen portugalským Královským sdružením civilních architektů a archeologů, které palác vyhodnotilo jako historickou památku druhého řádu.
P. António José Ferreira Caldas v roce 1881 místo popsal jako ruinu, sloužící jako kasárna pro různé pluky a prapory. Podrobně popsal, co tehdy stálo, včetně velkého nádvoří, hlavní fasády patrové budovy, bočních a zadních fasád o něco vyšších, brány kaple, sloupů, které podpíraly galerii nádvoří, vlámských vitrážových oken v kapli a různých kachlových komínů. To doplnil v podobné zprávě z roku 1886 Vilhena Barbosa, který také zmínil sloupy v severovýchodní boční fasádě, které podpíraly terasu.

### Přestavba

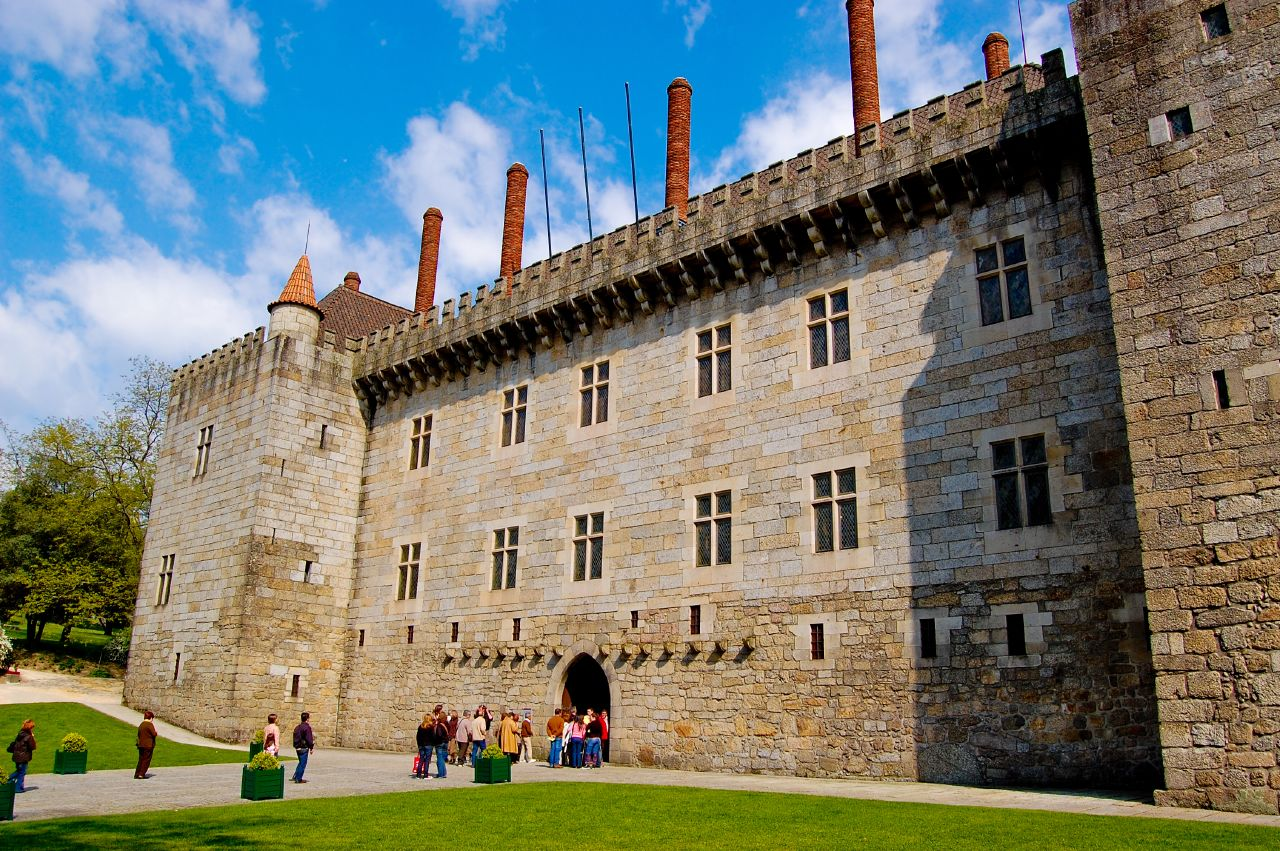
Průčelí paláce s hlavní bránou

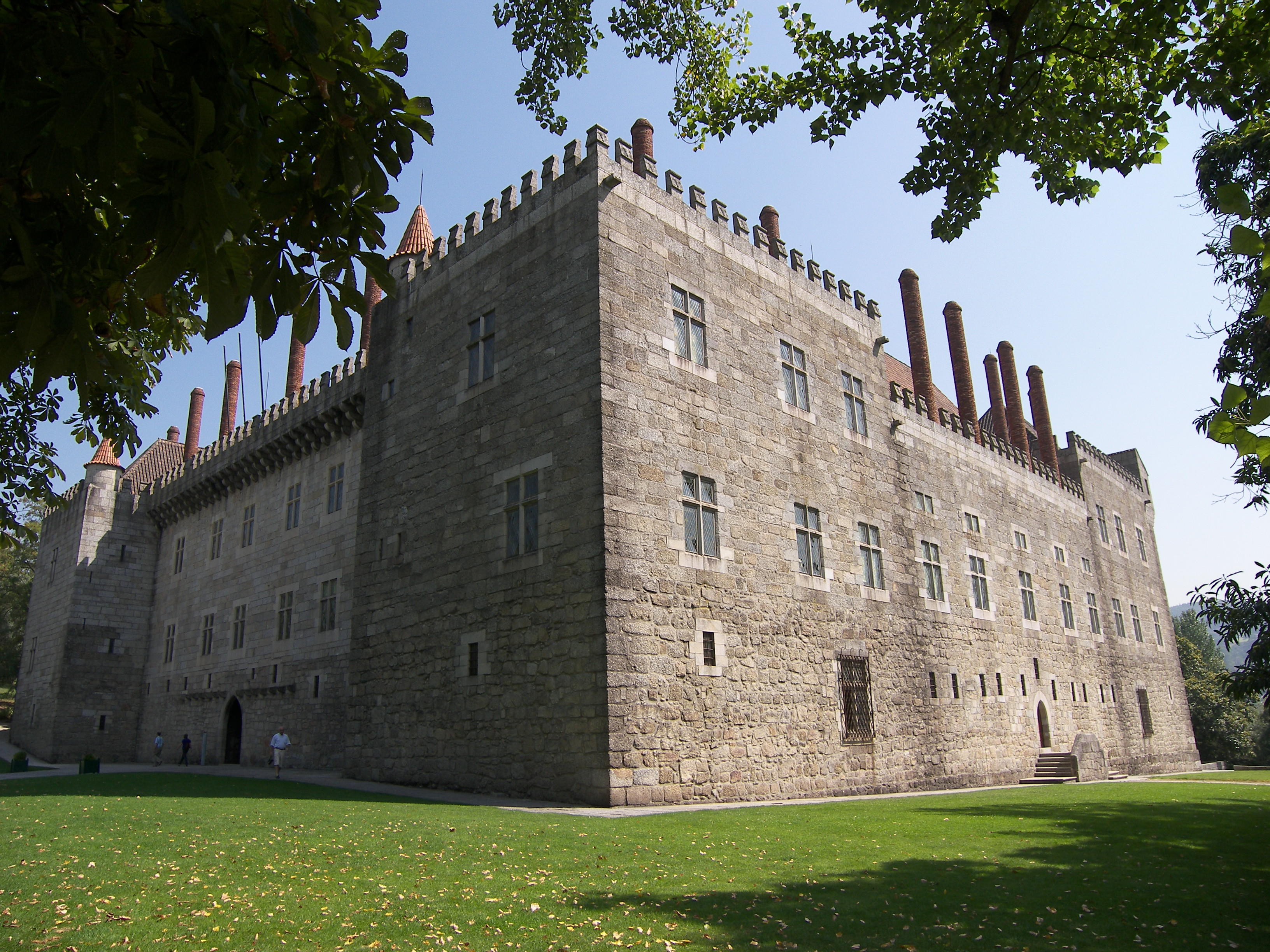
Jihovýchodní roh paláce, ukazující rozhraní mezi stavebními styly

Kolem poloviny 20. století byla středověká stavba nevratně poškozena přestavbou.
26. září 1933 požádal ředitel památkové péče Muzea Alberta Sampaia, Alfredo Guimarães, diktátora Antónia de Oliveira Salazara o návštěvu poničeného paláce, což pomohlo prosadit rekonstrukci budovy. Rekonstrukcí byl v roce 1936 pověřen architekt Rogério de Azevedo, a to si vynutilo opuštění prostoru armádou. Radikální přestavba byla zahájena v roce 1937 a byla již tehdy kontroverzní.
V roce 1940 obecní úřad nechal ke vchodu paláce přenést sochu krále Afonse I.
Azevedova přestavba vycházela z rozboru jiných středověkých paláců, ale byla ovlivněna monumentalismem dobové architektury. V jejím rámci sem byl v roce 1943 přenesen ambit z kláštera São Miguel de Refojos. V rámci projektu také v roce 1952 a znovu v roce 1955 architekti cestovali do Bruselu, Antverp a do regionu Loiry, aby studovali dekorativní řešení paláců. Vliv měly i různé styly a motivy spojené s režimem Estado Novo, včetně politicko-náboženského nacionalismu, který vnímal Guimarães jako centrum moderního portugalského národa. Palác byl proto také později ustanoven jako oficiální rezidence prezidenta republiky.
V roce 1957 se terénní úpravy prostor kolem zámku (jejichž součástí byly i pozemky Campo de São Mamede) ujal zahradní architekt António Viana Barreto. Když se přestavba chýlila ke konci, byla v roce 1958 renovována kaple (sochařem Manuelem Venturou Teixeirou a malířem Antóniem Linem) a v roce 1959 byl shromážděn a instalován nábytek. Dne 24. června 1959 byl nový palác vévodů z Braganzy slavnostně otevřen pro veřejnost.
Dnes je část objektu přeměněna na muzeum, jehož sbírky a umístění má veřejnost poučit o historii paláce v 16. a 17. století. V rozsáhlých sbírkách jsou tapisérie z Pastrany, vyprávějící o některých událostech severoafrických výbojů a připisované Nunovi Gonçalvesovi (autor polyptychu v klášteře São Vicente de Fora); sbírka porcelánu portugalské Východoindické společnosti; kolekce portugalských jídelních souprav z významných manufaktur, a vlámské gobelíny od Rubense.

## Architektura
Palác se nachází v historickém centru města Guimarães na vrcholu Monte Latito, je obklopený zalesněným parkem a zelení, kterou protíná několik pěších stezek. V jeho blízkosti je na jihovýchodě kaple Santa Cruz, na severu kostel São Miguel do Castelo a hrad Guimarães. V prostoru nalevo od hlavního vchodu stojí pomník krále Alfonse I.

### Exteriér

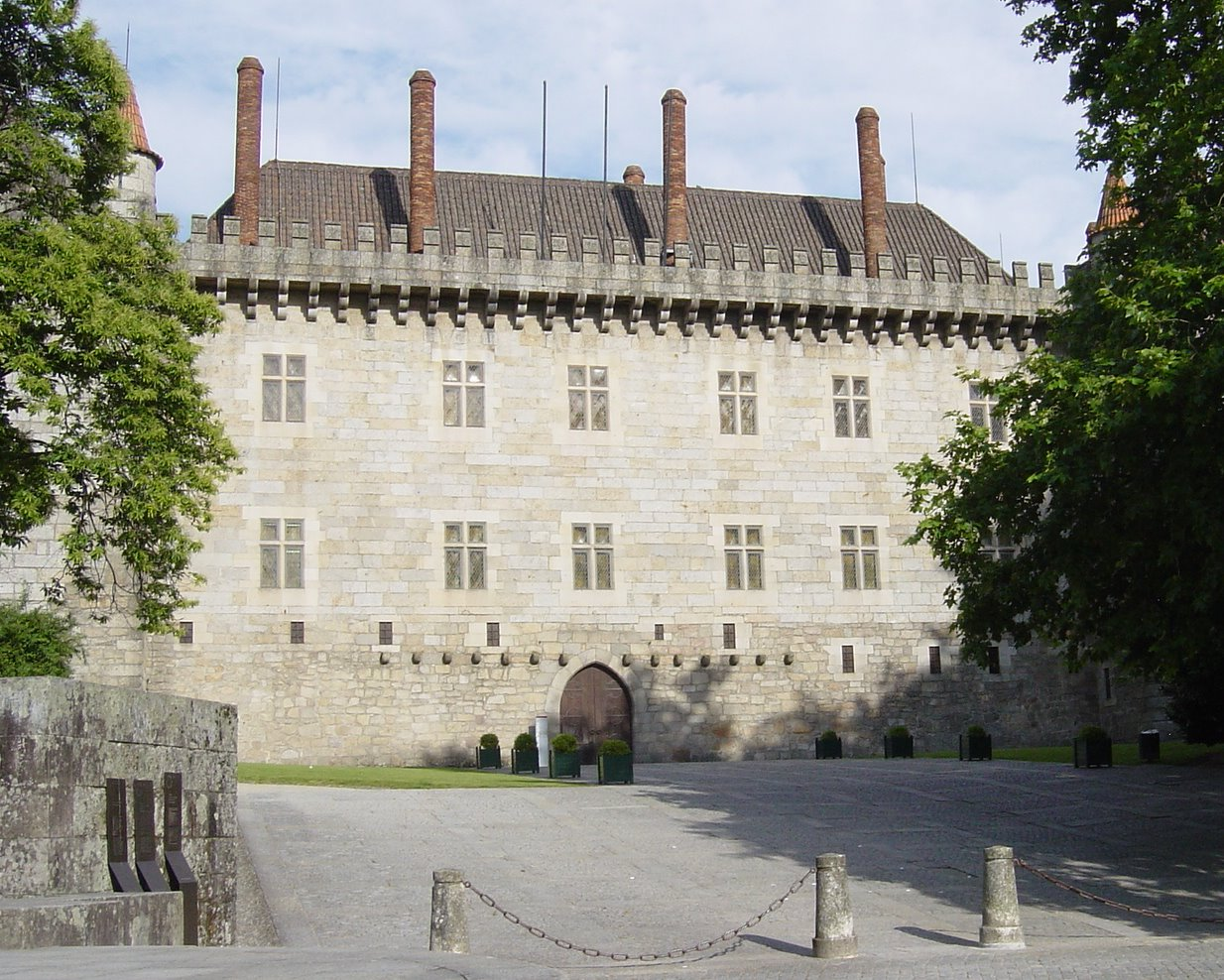
Hlavní průčelí

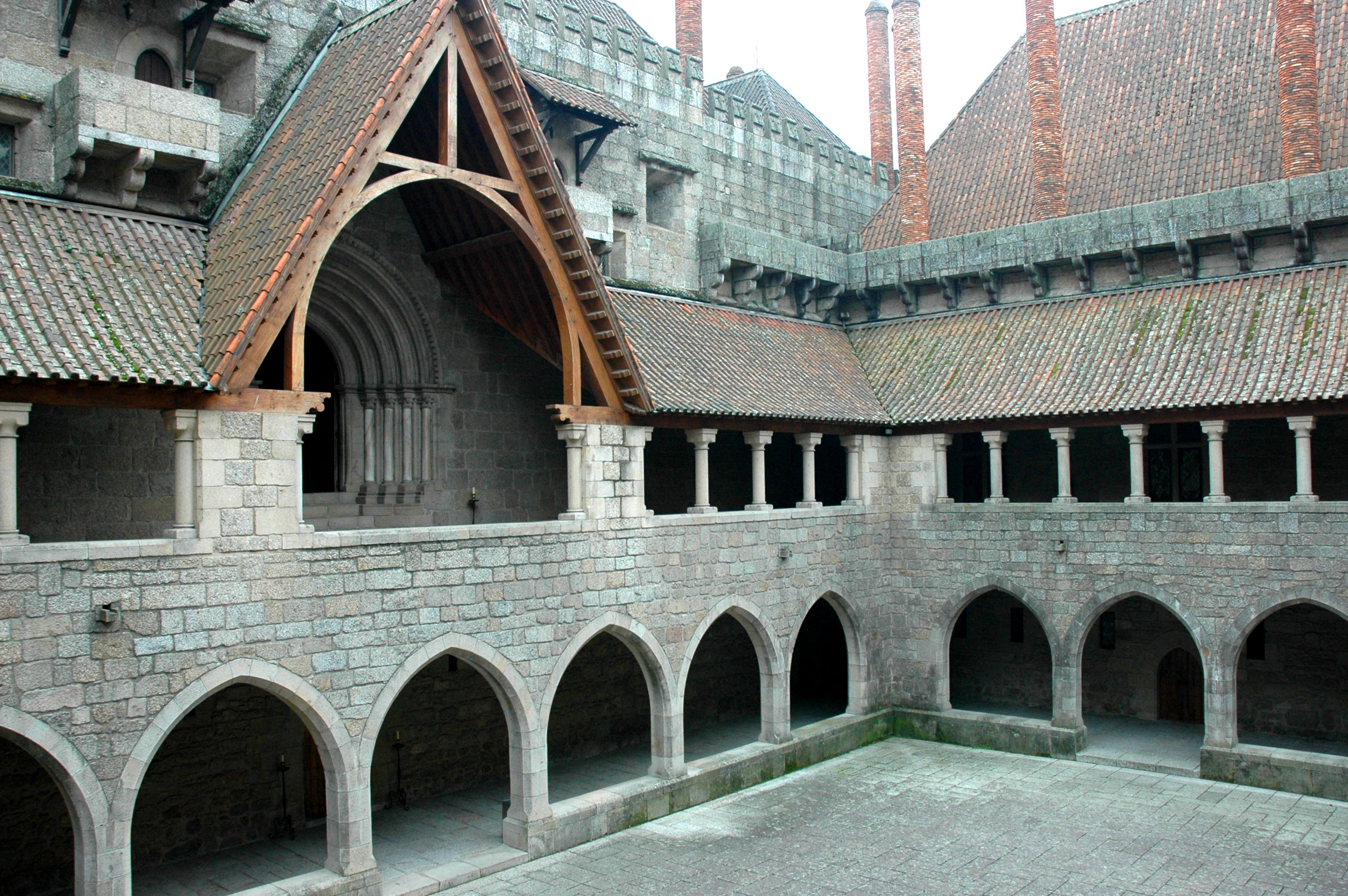
Nádvoří a vchod do kaple; je zde románský portikus a architektura éry Estado Novo

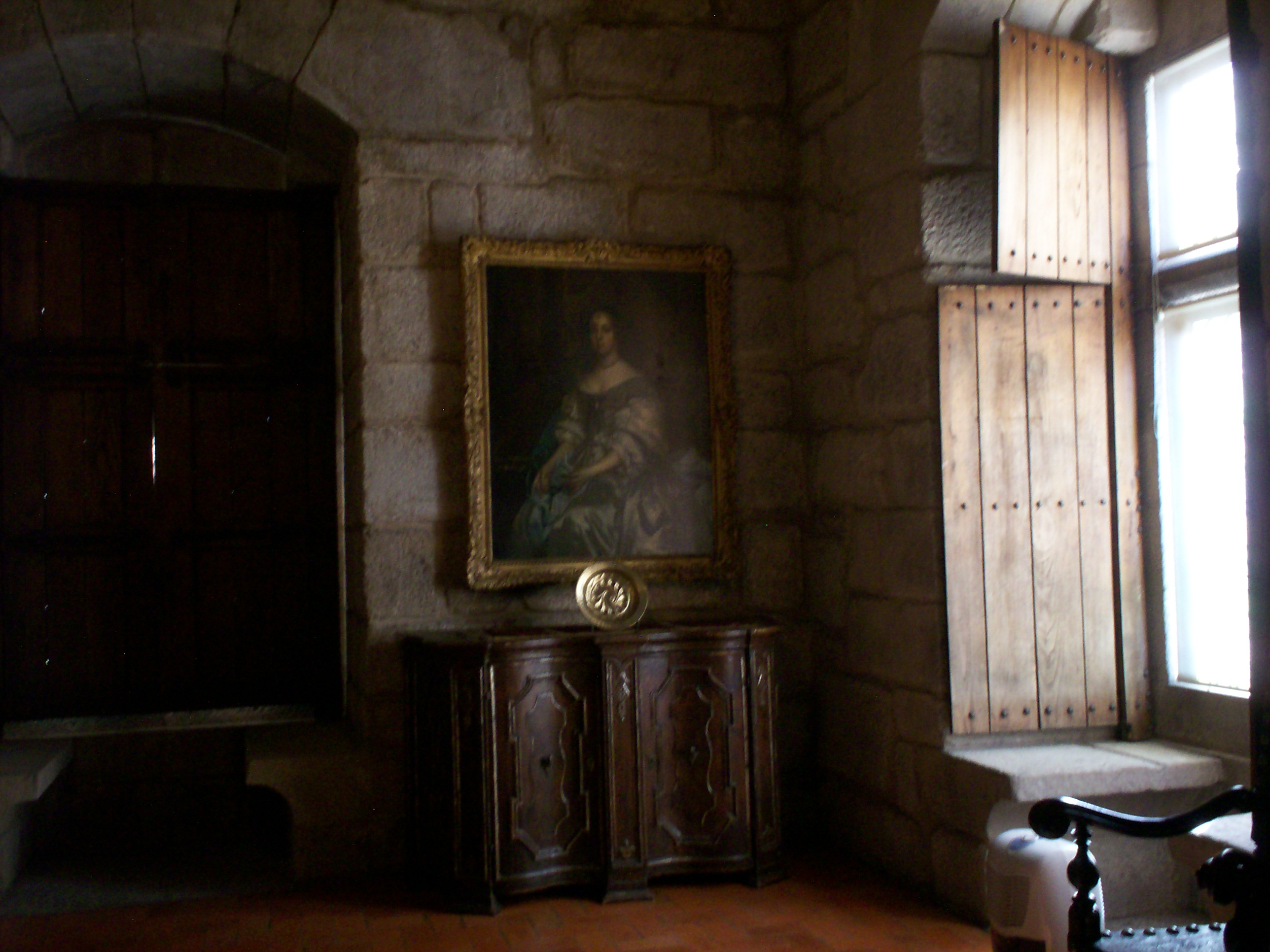
Portrét Kateřiny z Braganzy

Budovy jsou rozložené kolem centrálního obdélníkového nádvoří, v postranních budovách jsou oficiální sídla a kaple se nachází naproti vchodu. Jeho prostá podoba je jedním z nejlepších příkladů portugalské pozdně středověké architektury používané šlechtou, srovnatelné s tehdejšími francouzskými paláci ze 14. století. Byl použit jako vzor Paláce králů Mallorky v Perpignanu, který se mu hodně podobal.
Palácový komplex se rozvinul kolem obdélníkové budovy se čtyřmi obdélníkovými věžemi a kolem vnitřního nádvoří, kterému dominovala kaple na jihovýchodním křídle. Jsou zde členité budovy pokryté různými střešními taškami a šest vysokých komínů. Fasády jsou ze žuly a bloků zdiva a jsou prolomeny pravoúhlými okny různých stylů, některá z nich mají vitráže, jiná jsou zešikmená. Několik oken v prvním patře nese kovové mříže. Severozápadní průčelí má zaoblený vstup převýšený konzolami a zapuštěný mezi dvěma věžemi. V horním patře je balkon, který se táhne po délce vnitřního nádvoří a je podepřený konzolami, které propojují strážní věže. Boční (severovýchodní a jihozápadní) fasády mají nižší výšku a jsou na nich konzole, které podpírají krytý balkon. Jihozápadní křídlo je prolomeno korpusem kaple, jenž  je identifikovatelný dvěma velkými vlámskými vitrážemi a na nádvoří zvýrazněný zastřešením.
Všechny věže jsou obdélníkové s vyhlídkovými plošinami pro stráže a mají malá okna.
Balkon s výhledem na nádvoří je přístupný z hlavního vchodu. Je podepřen gotickými oblouky v přízemí a sloupy v patře. Na linii střechy jsou na všech vnitřních fasádách balkony podepřené žulovými konzolami, zatímco fasáda na straně kaple je zvýrazněna dvěma izolovanými balkony krytými kachlovými stříškami a podepřenými podobnými konzolami. Střechu nad portálem nese zaoblený dřevěný oblouk a dvě podpěry se sloupy. Portál pod ní sestává ze čtyř oblouků a předchází mu schodiště, které umožňuje přístup do kaple. Průchod je zdoben kamenem v přízemí a dlaždicemi v patře.

### Interiér
Strohé vnitřní prostory mají jednoduché žulové stěny a stropy i podlahy ze dřeva. Prostory v přízemí jsou rozděleny do několika místností oddělených úzkými chodbami, které směřují kolmo k fasádám. Nachází se zde recepce pro návštěvníky, sklad, prostory řemeslníků, hlavní sál a kancelář ředitele areálu. V hlavní budově je unikátní schodiště sestávající ze čtyř žulových ramen.
První patro nyní slouží jako muzeum, jsou zde vstupy do věží a sály s kamennými krby, jako Salão de Banquetes (Hodovní síň) a Salão dos Passos Perdidos (Sál ztracených kroků), se stropy navrženými jako obrácené dřevěné kýly lodí.
Poslední patro bylo vyhrazeno prezidentu republiky a je zde řada ložnic s vlastními koupelnami mezi dvěma apartmány umístěnými ve věžích (pro prezidenta a premiéra). Toto patro je přístupné malým výtahem z přízemí a schodištěm z ochozu prvního patra.
Nejvyšší patro zadního křídla obsahuje řadu místností a kapli. Kaple je jednolodní, kryje ji dřevěný strop s patrnými trámy. Přímý úzký dřevěný chór umožňuje přístup na balkony, které zasahují do průčelí kostela a vnější fasády, jakož i do chodeb. V lodi jsou bohatě vyřezávané dřevěné lavice. Vyvýšený presbytář je ohraničen dřevěným zábradlím.